# Charles Schweinfurth
Charles Schweinfurth, född den 13 april 1890 i Brookline, Massachusetts, död den 16 november 1970, var en amerikansk botaniker som specialiserade sig på orkidéer. Han samlade framförallt arter från Peru, vilka han beskrev i sitt fyravolymsverk Orchids of Peru 1958. Schweinfurth var forskare vid Harvard Universitys botaniska museum och direktör för Oakes Ames Orchid Herbarium, han efterträddes 1958 av Leslie Andrew Garay.
1914 tog Schweinfurth jobbet att sköta Oakes Ames levande orkidésamling, Ames lade märke till hans kunskaper och gjorde honom till personlig assistent. Ames fick honom att utföra självständiga arbeten på orkidéer från Filippinerna, Gunung Kinabalu på Borneo och olika stillahavsöar. Därefter arbetade han med orkidéer från Centralamerika, framförallt Honduras, Costa Rica och Panama. 1922 inbjöd James Francis Macbride honom till Flora of Peru Project, där Schweinfurth arbetade med orkidéer.
Auktorsnamnet C.Schweinf. kan användas för Charles Schweinfurth i samband med ett vetenskapligt namn inom botaniken; se Wikipediaartiklar som länkar till auktorsnamnet.